# Afrostelis otavica
Afrostelis otavica är en biart som beskrevs av Cockerell 1937. Afrostelis otavica ingår i släktet Afrostelis och familjen buksamlarbin. Inga underarter finns listade i Catalogue of Life.